# Naomi Kleinová

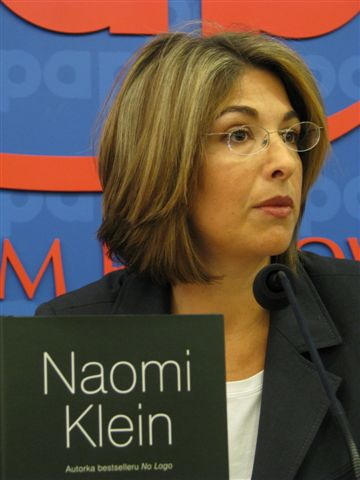
Naomi Kleinová

Naomi Kleinová, nepřechýleně Naomi Klein, (* 5. května 1970 Montréal) je kanadská novinářka, spisovatelka, feministka a aktivistka. Podle internetového hlasování Top global intellectuals of 2005 z roku 2005 a časopisů Prospect magazine a Foreign policy byla zvolena jedním ze 100 světových intelektuálů, kde obsadila 11. příčku a byla tak nejvlivnější ženou mezi globálními intelektuály.

## Mládí
Narodila se do levicově orientované rodiny v kanadském Montréalu. Její prarodiče byli americkými marxisty. Dědeček pracoval u Walta Disneye a byl to on, kdo stál za historicky první stávkou v této společnosti. Rodiče Kleinové se později na protest válce ve Vietnamu, a aby se její otec vyhnul povolání do armády, odstěhovali ze Spojených států do Kanady. Její otec je doktor a matka dokumentaristka. V osmdesátých letech natočila film vystupující proti pornografii (Not a Love Story – Žádný milostný příběh) a veřejnost ji za to překvapivě odsoudila. Místní deník Toronto Star ji dokonce označil jako „buržoazní feministickou fašistku.“
Z trucu vůči rodičům si sehnala práci v oděvní společnosti Esprit Holdings (protože ta údajně měla nejhezčí logo) a vydala se vzhůru konzumnímu světu. Náhle ale její matka dostala těžký infarkt a Naomi se o ní musela starat. Odložila tedy o rok studium angličtiny a filosofie na Torontské univerzitě. Dnes to vidí pozitivně, protože jí to prý „zachránilo do toho, aby se stala rozmazleným frackem.“
Poté, co na školu nastoupila, došlo ke masakru na univerzitě v Montrealu, která ji v mnohém ovlivnila. Mladý muž, který nesplnil kritéria pro přijetí, vnikl do budovy technické fakulty, oddělil studenty od studentek a do žen začal střílet. Čtrnáct jich zemřelo na místě. To zapříčinilo počátek spisovatelčiných politických aktivit. Zaměřila se na otázku pohlaví a věcí s tím spojených.

## Kariéra
Na nějakou dobu přerušila studium a začala pracovat v torontském deníku The Globe and Mail, později se stala také redaktorkou alternativně zaměřeného politického časopisu This Magazine. Svoji redaktorskou kariéru ale započala už na univerzitě, kde přispívala do studentského časopisu. Na univerzitu se vrátila v roce 1995 a dodělala si titul. Sama Kleinová se dnes cítí spíše jako novinářka a spisovatelka nežli aktivistka. Prohlásila o sobě, že nenávidí davy a necítí se natolik fyzicky silná, aby byla schopna hromadně skandovat při protestech. „Vyhovuje mi věřit, že mohu být součástí tohoto hnutí, aniž bych byla propagandistkou,“ nechala se slyšet.
V roce 2005 se podle časopisu Prospect Magazine stala nejlépe hodnocenou ženou-intelektuálkou na světě. Ve svých článcích se Kleinová dotýká i dalších otázek, např. války v Iráku. V článku vydaném v časopise Harper's Magazine „Baghdad Year Zero: Pillaging Iraq in pursuit of a neocon utopia“ (Rok jedna v Bagdádu: Drancování Iráku v honbě za neokonzervatistickou utopií) autorka kritizuje vládu George W. Bushe, která údajně měla jasný plán, jakými způsoby získat z této země bohatství.

## Publikační činnost

### Bez loga
V roce 2000 vydala svoje stěžejní dílo: knihu Bez loga (No Logo). Kleinová v knize silně kritizuje velké společnosti za jejich snahu generovat stále větší a větší zisky bez údajného ohledu na společenskou a ekonomickou situaci světa. Počítače na východu montují lidé, kteří si je paradoxně nikdy nebudou moci dovolit a neumí je ani zapnout – to je pouze jedna z mnohých praktik, které Kleinové nedají spát. Spisovatelka výrazně vystupuje proti tzv. „brand-oriented consumer culture“ (značkově orientovaná spotřební společnost). Lidé si už nekupují džíny, nýbrž Levi's, nekupují si boty, nýbrž Converse apod. Do pozadí ustupuje věcnost a praktičnost výrobků a v popředí se ocitá brand – značka. Co se ovšem za značkou skrývá, kdo a kde produkty vyrobil lidé většinou neví a vědět ani pravděpodobně nechtějí.
Kniha se stala antikorporaticistickou a antiglobalistickou biblí, byla přeložena do 28 jazyků a prodalo se jí přes milion kusů. Andrew Potter z Reason.com o knize napsal, že s odstupem času se postupy v ní nastíněné minuly účinkem a místo toho byly asimilovány komerční marketingovou sférou.

### Fences and Windows
Druhá její kniha se jmenuje Fences and Windows (Ploty a okna) a vydala ji v roce 2002. Obsahuje souhrn jejích článků o globalizaci a rozhovory s očitými svědky, se kterými autorka spěje k možným důsledkům na náš svět.

### Šoková doktrína
V září 2007 vydala svoji knihu Šoková doktrína (The Shock Doctrine). V ní mimo jiné opět kritizovala vládu prezidenta Bushe, která podle Kleinové využila útoky z 11. září 2001 k privatizaci státních služeb a k poskytnutí většího vlivu soukromým společnostem. Podle autorky se na veřejných rozpočtech přiživuje plejáda firem, které se zabývají bezpečností, biometrickou identifikací, informačními technologiemi, získáváním dat, video-dohledem atd. Za posledních pět let mělo Ministerstvo vnitřní bezpečnosti zaplatit věřitelům celkem 130 miliard dolarů, což přesahuje výši hrubého domácího produktu Chile a České republiky.
Kleinová v Šokové doktríně redefinuje schéma problém-reakce-řešení, kdy fáze problém je doprovázena šokem a fáze reakce je veřejná reakce na tento šok. Dodává, že většina kontroverzních zákonů a opatření, které směřují k potlačení práv a svobod obyvatelstva, byla „protlačena“ ke schválení v době reakce na nějakou obecně šokující událost (např. teroristický útok) a za normálních okolností by tato opatření nenalezla podporu. Pro výzkum při psaní Šokové doktríny dokonce studovala pojem šoku z psychologického hlediska a snažila se najít paralely mezi šokem z ryze akademického hlediska a šoku společnosti po nějaké traumatické události.

### Dvojnice: Cesta do Světa za zrcadlem
V září 2023 Klein vydala společensky kritický memoár Dvojnice: Cesta do Světa za zrcadlem (česky 2025). Svět za zrcadlem v této knize představuje metaforu k ekosystému krajně-pravicových a dezinformačních portálů. Ten Klein popisuje skrze kontrast světonázoru spisovatelky Naomi Wolfové, jejíž časté zaměňování s Kleinovou samotnou dle jejích slov motivovalo prvotní nápad k sepsání knihy.

## Kritika

### Sympatie k Hugo Chávezovi
V roce 2004 podepsala petici "Hlasovali bychom pro Huga Cháveze". O tři roky později popsala Venezuelu, kde v té době vládl Chávez autoritářským způsobem, jako místo, kde "občané obnovili víru v sílu demokracie ke zlepšení jejich života". Venezuelu popisovala jako zemi, která se stala zásluhou Chávezova "Socialismu 21. století" imunní vůči šokům, které vyvolávají "fundamentalisté volného trhu", jelikož vytvořil "zónu relativního ekonomického klidu a předvídatelnosti". James Kirchick Kleinovou a jiné levicové obhájce Chávezovy politiky kritizoval za to, že když nastal za Chávezova nástupce Nicolase Madura kolaps venezuelské ekonomiky, tak zůstali vůči tomuto nápadně tišší.

## Osobní život
Kleinová dnes žije se svým manželem Avi Lewisem. V roce 2004 spolu natočili dokument The Take o dělnické samosprávě v Argentině.